# Brani musicali dei Rasmus
Quella che segue è una lista dei brani musicali dei Rasmus, gruppo musicale finlandese formatosi a Helsinki nel 1994 e composto da Lauri Ylönen, Pauli Rantasalmi, Eero Heinonen e Aki Hakala.
In essa sono inclusi tutti i brani da loro composti e tratti dai nove album in studio e dai tre EP pubblicati dal gruppo tra il 1995 e il 2022, con l'aggiunta delle tracce bonus e delle b-side inedite presenti nelle edizioni speciali e nei singoli. Sono pertanto escluse reinterpretazioni di altri artisti e i remix.
| Titolo                                 | Anno | Album di provenienza          | Autore/i                                                        | Note                   |
| -------------------------------------- | ---- | ----------------------------- | --------------------------------------------------------------- | ---------------------- |
| Frog                                   | 1995 | 1st                           | The Rasmus                                                      |                        |
| Funky Jam                              | 1995 | 1st                           | The Rasmus                                                      |                        |
| Myself                                 | 1995 | 1st                           | The Rasmus                                                      |                        |
| Rakkauslaulu                           | 1995 | 1st                           | The Rasmus                                                      |                        |
| Postman                                | 1996 | Peep                          | The Rasmus                                                      |                        |
| Fool                                   | 1996 | Peep                          | The Rasmus                                                      |                        |
| Shame                                  | 1996 | Peep                          | The Rasmus                                                      |                        |
| P.S.                                   | 1996 | Peep                          | The Rasmus                                                      |                        |
| Julen är här igen                      | 1996 | Peep                          | The Rasmus                                                      |                        |
| Peep                                   | 1996 | Peep                          | The Rasmus                                                      |                        |
| Outflow                                | 1996 | Peep                          | The Rasmus                                                      |                        |
| Life 705                               | 1996 | Peep                          | The Rasmus                                                      |                        |
| Small                                  | 1996 | Peep                          | The Rasmus                                                      |                        |
| Blue                                   | 1997 | Blue                          | The Rasmus                                                      |                        |
| Kola                                   | 1997 | Blue                          | The Rasmus                                                      | b-side                 |
| Playboys                               | 1997 | Playboys                      | The Rasmus                                                      |                        |
| Ice                                    | 1997 | Playboys                      | The Rasmus                                                      |                        |
| Sophia                                 | 1997 | Playboys                      | The Rasmus                                                      |                        |
| Wicked Moments                         | 1997 | Playboys                      | The Rasmus                                                      |                        |
| Wellwell                               | 1997 | Playboys                      | The Rasmus                                                      |                        |
| Sold                                   | 1997 | Playboys                      | The Rasmus                                                      |                        |
| Carousel                               | 1997 | Playboys                      | The Rasmus                                                      |                        |
| Jailer                                 | 1997 | Playboys                      | The Rasmus                                                      |                        |
| Raggatip                               | 1997 | Playboys                      | The Rasmus                                                      |                        |
| Violence                               | 1997 | Playboys                      | The Rasmus                                                      |                        |
| Panda                                  | 1997 | Playboys                      | The Rasmus                                                      |                        |
| Ufolaulu                               | 1997 | Ice                           | The Rasmus                                                      | b-side                 |
| Every Day                              | 1998 | Hellofatester                 | The Rasmus                                                      |                        |
| Dirty Moose                            | 1998 | Hellofatester                 | The Rasmus                                                      |                        |
| Swimming with the Kids                 | 1998 | Hellofatester                 | The Rasmus                                                      |                        |
| Man in the Street                      | 1998 | Hellofatester                 | The Rasmus                                                      |                        |
| Tonight Tonight                        | 1998 | Hellofatester                 | The Rasmus                                                      |                        |
| City of the Dead                       | 1998 | Hellofatester                 | The Rasmus                                                      |                        |
| Liquid''                               | 1998 | Hellofatester                 | The Rasmus                                                      |                        |
| Pa-Pa                                  | 1998 | Hellofatester                 | The Rasmus                                                      |                        |
| Vibe                                   | 1998 | Hellofatester                 | The Rasmus                                                      |                        |
| Help Me Sing                           | 1998 | Hellofatester                 | The Rasmus                                                      |                        |
| Tempo                                  | 1998 | Hellofatester                 | The Rasmus                                                      |                        |
| Madness                                | 2001 | Into                          | The Rasmus                                                      |                        |
| Bullet                                 | 2001 | Into                          | The Rasmus                                                      |                        |
| Chill                                  | 2001 | Into                          | The Rasmus                                                      |                        |
| F-F-F-Falling                          | 2001 | Into                          | The Rasmus                                                      |                        |
| Heartbreaker                           | 2001 | Into                          | The Rasmus                                                      |                        |
| Smash                                  | 2001 | Into                          | The Rasmus                                                      |                        |
| Someone Else                           | 2001 | Into                          | The Rasmus                                                      |                        |
| Small Town                             | 2001 | Into                          | The Rasmus                                                      |                        |
| One & Only                             | 2001 | Into                          | The Rasmus                                                      |                        |
| Last Waltz                             | 2001 | Into                          | The Rasmus                                                      |                        |
| Can't Stop Me                          | 2001 | Chill                         | The Rasmus                                                      | b-side                 |
| Days                                   | 2002 | Heartbreaker/Days             | The Rasmus                                                      |                        |
| First Day of My Life                   | 2003 | Dead Letters                  | The Rasmus                                                      |                        |
| In the Shadows                         | 2003 | Dead Letters                  | The Rasmus                                                      |                        |
| Still Standing                         | 2003 | Dead Letters                  | The Rasmus                                                      |                        |
| In My Life                             | 2003 | Dead Letters                  | The Rasmus                                                      |                        |
| Time to Burn                           | 2003 | Dead Letters                  | The Rasmus                                                      |                        |
| Guilty                                 | 2003 | Dead Letters                  | The Rasmus                                                      |                        |
| Not Like the Other Girls               | 2003 | Dead Letters                  | The Rasmus                                                      |                        |
| The One I Love                         | 2003 | Dead Letters                  | The Rasmus                                                      |                        |
| Back in the Picture                    | 2003 | Dead Letters                  | The Rasmus                                                      |                        |
| Funeral Song                           | 2003 | Dead Letters                  | The Rasmus                                                      |                        |
| Everything You Say                     | 2003 | Dead Letters                  | The Rasmus                                                      | bonus track            |
| What Ever                              | 2003 | In My Life                    | The Rasmus                                                      | b-side                 |
| If You Ever                            | 2003 | Funeral Song                  | The Rasmus                                                      | b-side                 |
| No Fear                                | 2005 | No Fear                       | The Rasmus                                                      |                        |
| Immortal                               | 2005 | No Fear                       | The Rasmus                                                      | b-side                 |
| Shot                                   | 2005 | Hide from the Sun             | The Rasmus                                                      |                        |
| Night After Night (Out of the Shadows) | 2005 | Hide from the Sun             | The Rasmus                                                      |                        |
| Lucifer's Angel                        | 2005 | Hide from the Sun             | The Rasmus                                                      |                        |
| Last Generation                        | 2005 | Hide from the Sun             | The Rasmus                                                      |                        |
| Dead Promises                          | 2005 | Hide from the Sun             | The Rasmus                                                      |                        |
| Sail Away                              | 2005 | Hide from the Sun             | The Rasmus                                                      |                        |
| Keep Your Heart Broken                 | 2005 | Hide from the Sun             | The Rasmus                                                      |                        |
| Heart of Misery                        | 2005 | Hide from the Sun             | The Rasmus                                                      |                        |
| Don't Let Go                           | 2005 | Hide from the Sun             | The Rasmus                                                      |                        |
| Dancer in the Dark                     | 2005 | Hide from the Sun             | The Rasmus                                                      | bonus track            |
| Open My Eyes                           | 2005 | Hide from the Sun             | The Rasmus                                                      | bonus track britannica |
| Trigger                                | 2005 | Hide from the Sun             | The Rasmus                                                      | bonus track giapponese |
| Livin' in a World Without You          | 2008 | Livin' in a World Without You | Lauri Ylönen, Pauli Rantasalmi, Desmond Child                   |                        |
| You Got It Wrong                       | 2008 | Livin' in a World Without You | Lauri Ylönen, Pauli Rantasalmi, Desmond Child                   | b-side                 |
| Ten Black Roses                        | 2008 | Black Roses                   | Lauri Ylönen, Pauli Rantasalmi, Desmond Child                   |                        |
| Ghost of Love                          | 2008 | Black Roses                   | Lauri Ylönen, Pauli Rantasalmi, Desmond Child, Harry Sommerdahl |                        |
| Justify                                | 2008 | Black Roses                   | Lauri Ylönen, Pauli Rantasalmi, Desmond Child, James Michael    |                        |
| Your Forgiveness                       | 2008 | Black Roses                   | Lauri Ylönen, Pauli Rantasalmi, Desmond Child                   |                        |
| Run to You                             | 2008 | Black Roses                   | Lauri Ylönen, Pauli Rantasalmi, Desmond Child                   |                        |
| Lost and Lonely                        | 2008 | Black Roses                   | Lauri Ylönen, Pauli Rantasalmi, Desmond Child                   |                        |
| The Fight                              | 2008 | Black Roses                   | Lauri Ylönen, Pauli Rantasalmi, Desmond Child                   |                        |
| Dangerous Kind                         | 2008 | Black Roses                   | Lauri Ylönen, Pauli Rantasalmi, Desmond Child                   |                        |
| Live Forever                           | 2008 | Black Roses                   | Lauri Ylönen, Pauli Rantasalmi, Desmond Child                   |                        |
| Yesterday You Threw Away Tomorrow      | 2009 | Justify                       | Lauri Ylönen, Pauli Rantasalmi, Desmond Child                   | b-side                 |
| October & April                        | 2009 | Best of 2001-2009             | Lauri Ylönen, The Rasmus                                        | con Anette Olzon       |
| Stranger                               | 2012 | The Rasmus                    | The Rasmus                                                      |                        |
| I'm a Mess                             | 2012 | The Rasmus                    | The Rasmus                                                      |                        |
| It's Your Night                        | 2012 | The Rasmus                    | The Rasmus                                                      |                        |
| Save Me Once Again                     | 2012 | The Rasmus                    | The Rasmus                                                      |                        |
| Someone's Gonna Light You Up           | 2012 | The Rasmus                    | The Rasmus                                                      |                        |
| End of the Story                       | 2012 | The Rasmus                    | The Rasmus                                                      |                        |
| You Don't See Me                       | 2012 | The Rasmus                    | The Rasmus                                                      |                        |
| Somewhere                              | 2012 | The Rasmus                    | The Rasmus                                                      |                        |
| Friends Don't Do Like That             | 2012 | The Rasmus                    | The Rasmus                                                      |                        |
| Sky                                    | 2012 | The Rasmus                    | The Rasmus                                                      |                        |
| Mysteria                               | 2012 | The Rasmus (Tour Edition)     | The Rasmus                                                      | bonus track            |
| Paradise                               | 2017 | Paradise                      | Lauri Ylönen, Pauli Rantasalmi, Joy Deb, Linnea Deb, Anton Hård |                        |
| Teardrops                              | 2017 | Paradise                      | Lauri Ylönen, Pauli Rantasalmi, Richard Archer                  | b-side                 |
| Something in the Dark                  | 2017 | Dark Matters                  | Lauri Ylönen, Pauli Rantasalmi, Ryan Marshall                   |                        |
| Wonderman                              | 2017 | Dark Matters                  | Lauri Ylönen, Pauli Rantasalmi, Carl Restivo                    |                        |
| Nothing                                | 2017 | Dark Matters                  | Lauri Ylönen, Pauli Rantasalmi, Joy Deb, Linnea Deb, Anton Hård |                        |
| Empire                                 | 2017 | Dark Matters                  | Lauri Ylönen, Pauli Rantasalmi, Joy Deb, Linnea Deb, Anton Hård |                        |
| Crystalline                            | 2017 | Dark Matters                  | Lauri Ylönen, Pauli Rantasalmi, Joy Deb, Linnea Deb, Anton Hård |                        |
| Black Days                             | 2017 | Dark Matters                  | Lauri Ylönen, Joy Deb, Linnea Deb, Anton Hård                   |                        |
| Silver Night                           | 2017 | Dark Matters                  | Lauri Ylönen, Pauli Rantasalmi, Joy Deb, Linnea Deb, Anton Hård |                        |
| Delirium                               | 2017 | Dark Matters                  | Lauri Ylönen, Pauli Rantasalmi, Joy Deb, Linnea Deb, Anton Hård |                        |
| Dragons into Dreams                    | 2017 | Dark Matters                  | Lauri Ylönen, Pauli Rantasalmi, Robin Lerner                    |                        |
| Supernova                              | 2017 | Dark Matters                  | Lauri Ylönen, Joy Deb, Linnea Deb, Anton Hård                   | bonus track            |
| Drum                                   | 2017 | Dark Matters                  |                                                                 | bonus track giapponese |
| Holy Grail                             | 2018 |                               |                                                                 |                        |